# Křimov
Křimov (deutsch Krima) ist eine Gemeinde in Tschechien.

## Geografie

### Geographische Lage
Křimov liegt acht km nordwestlich von Chomutov auf einem Höhenzug zwischen den Tälern der Hutná und des Křimovský potok im Erzgebirge und gehört zum Okres Chomutov. Westlich der Ortsmitte verläuft die Silnice I/7, die gemeinsam mit der sich auf deutscher Seite fortsetzenden Bundesstraße 174 die kürzeste Straßenverbindung zwischen dem Ballungsraum Leipzig-Halle und Prag bildet.

### Gemeindegliederung
Die Gemeinde Křimov besteht aus den Ortsteilen Celná (Zollhaus), Domina, Krásná Lípa (Schönlind b. Krima), Křimov (Krima), Menhartice (Märzdorf), Nebovazy (Nokowitz), Stráž (Tschoschl), Strážky (Troschig) und Suchdol (Dörnthal). Grundsiedlungseinheiten sind Domina, Krásná Lípa, Křimov, Menhartice, Nebovazy, Stráž, Strážky und Suchdol.
Das Gemeindegebiet gliedert sich in die Katastralbezirke Domina, Krásná Lípa u Křimova, Křimov, Menhartice u Křimova, Nebovazy, Stráž u Křimova, Strážky u Křimova und Suchdol u Křimova.

### Nachbarorte
|                      | Hora Svatého Šebestiána (Sankt Sebastiansberg) |                    |
| Výsluní (Sonnenberg) | Kompassrose, die auf Nachbargemeinden zeigt    | Blatno (Platten)   |
|                      | Málkov (Malkau), Černovice (Tschernowitz)      | Chomutov (Komotau) |

## Geschichte

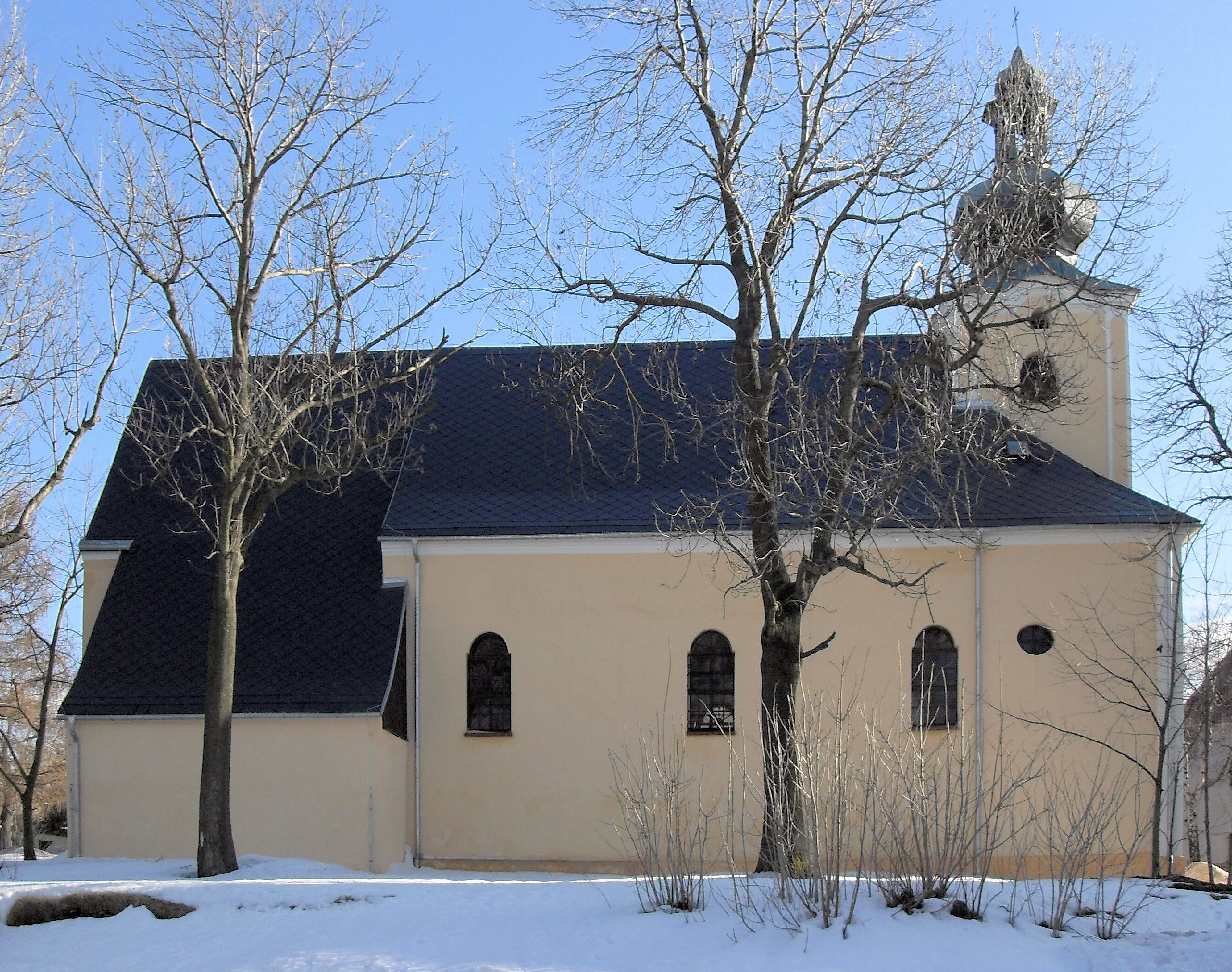
St. Annenkirche in Křimov (2010)

Die erste urkundliche Erwähnung von Krima stammt von 1281, zu dieser Zeit befand sich das Dorf im Besitz des Deutschritterordens in Komotau.
Der Ort befand sich an der Reichsstrasse, was zum einen dem Dorf Vorteile brachte, auf der anderen Seite aber während der Kriegszeiten auch viel Unglück. Die Bewohner lebten überwiegend von der Landwirtschaft.
1672 richtet das protestantische Kurfürstentum Sachsen im Ort die erste Pfarrei ein, zu der auch die Gemeinden Neudorf, Sebastiansberg, Sonnenberg und Wohlau gehören.
Nach der Aufhebung der Patrimonialherrschaften bildete der Ort gemeinsam mit Zollhaus ab 1850 die politische Gemeinde Krima in der Bezirkshauptmannschaft Komotau.
1872 erfolgte der Eisenbahnanschluss durch den Bau der 57,7 km langen Strecke der Buschtěhrader Eisenbahn von Komotau nach Weipert, von der 1875 die vom Bahnhof Krima-Neudorf abzweigende Strecke nach Reitzenhain in Sachsen in Betrieb ging. Dort bestand Anschluss an die Bahnstrecke Reitzenhain–Flöha. Heute ist nur noch die Strecke von Chomutov nach Vejprty in Betrieb. Im Jahr 1946 wurde die deutschböhmische Bevölkerung vertrieben.
In den Jahren 1953 bis 1958 entstand die Talsperre Křimov.

### Einwohnerentwicklung
| Jahr   | Einwohnerzahl |
| ------ | ------------- |
| 1869 1 | 445           |
| 1880 1 | 488           |
| 1890 1 | 495           |
| 1900 1 | 442           |
| 1910 1 | 475           |

| Jahr   | Einwohnerzahl |
| ------ | ------------- |
| 1921 1 | 448           |
| 1930 1 | 470           |
| 1950 1 | 158           |
| 1961 2 | 516           |
| 1970 3 | 322           |

| Jahr   | Einwohnerzahl |
| ------ | ------------- |
| 1980 3 | 199           |
| 1991 3 | 99            |
| 2001 3 | 152           |
| 2011 3 | 312           |

## Persönlichkeiten
- Gustav Schubert (1897–1976), österreichischer Physiologe und Hochschullehrer

## Sehenswürdigkeiten
- Eisenbahnmuseum in Krimov